# Rosa Giorgana
Rosa Giorgana va ser una dona tabasquenya heroïna de la Segona Intervenció Francesa a Mèxic.
La seva rellevància prové de la participació que va tenir en la resistència de Teapa contra la Intervenció francesa a Tabasco. Quan Eduardo González Arévalo es va autonomenar governador de l'estat mexicà de Tabasco i va ocupar la ciutat de Villahermosa, el 18 de juny de 1863, Giorgana va proclamar un manifest de les dones de Teapa. Aquest manifest va molestar a González Arévalo, que va ordenar la detenció de Giorgana i les dones rebels que la van secundar. Giorgana va organitzar la resistència per l'embat de les tropes de González Arévalo. Les dones de Teapa no només van rebutjar l'atac sino que van detenir al general Reguera i 50 soldats, i Giorgana els va perdonar la vida. Giordana va dir a Reguera: "Marxi i digui a González Arévalo que las velles escandaloses de Teapa son mexicanes que saben defensar la seva pàtria i qu eaviat els expulsarem de Tabasco.